# Leptocryptoides clavipes
Leptocryptoides clavipes är en stekelart som först beskrevs av Thomson 1888.  Leptocryptoides clavipes ingår i släktet Leptocryptoides och familjen brokparasitsteklar. Arten är reproducerande i Sverige. Inga underarter finns listade i Catalogue of Life.